# Občov
Občov är en ort i Tjeckien.   Den ligger i regionen Mellersta Böhmen, i den centrala delen av landet, 50 km sydväst om huvudstaden Prag. Občov ligger 478 meter över havet och antalet invånare är 101.
Terrängen runt Občov är platt åt sydost, men åt nordväst är den kuperad. Runt Občov är det ganska glesbefolkat, med 32 invånare per kvadratkilometer. Närmaste större samhälle är Příbram, 4,8 km sydväst om Občov. I omgivningarna runt Občov växer i huvudsak blandskog.